# Petra Volf
Petra Volf est une karatéka croate qui a connu du succès aux championnats d'Europe de karaté en 2009 à Zagreb et aux Jeux méditerranéens de 2009 à Pescara. Voici quelques informations supplémentaires :
1. Championnats d'Europe de Karaté 2009 à Zagreb :
  - Petra Volf a remporté la médaille d'or dans la catégorie du kumite moins de 68 kilos.
  - Les championnats d'Europe de karaté sont une compétition majeure réunissant les meilleurs karatékas du continent.
2. Jeux méditerranéens de 2009 à Pescara :
  - Elle a également remporté la médaille d'or du kumite moins de 68 kilos aux Jeux méditerranéens.
  - Les Jeux méditerranéens sont une compétition multisports qui réunit des athlètes des pays bordant la mer Méditerranée.

Ces succès témoignent de l'excellence de Petra Volf en karaté à cette époque et de sa capacité à exceller sur la scène internationale.